# Elektrofil
Elektrofil u organskoj hemiji predstavlja reagens koji privlači elektrone, i koji učestvuje u hemijskim reakcijama tako što prihvata elektronski par kako bi se vezao sa nukleofilom. Zbog toga što elektrofili prihvataju elektrone, oni su Luisove kiseline. Većina elektrofila su naelektrisana pozitivno, imaju atom koji nosi pozitivno naelektrisanje, ili imaju atom koji nema oktet elektrona.
Elektrofili napadaju dio nukleofila gdje su elektroni najviše koncentrisani. Elektrofili koji se često pojavljuju u organskim sintezama su katjoni kao što je  i , polarni neutralni molekuli kao što je HCl, alkil-halidi, i karbonilna jedinjenja, neutralni molekuli koji se mogu polarizovati kao što je  i , oksidansi kao što su organske peroksidne kiseline, hemijske supstance koje ne zadovoljavaju pravilo okteta kao što su karbeni i radikali, i neke Luisove kiseline kao što je  ili DIBAL.

## Elektrofili u organskoj hemiji

### Alkeni
Elektrofilna adicija je jedna od tri glavne reakcije kod alkena. Sastoji se iz:
- Hidrogenizacija tako što se dodaju dva atoma vodonika na mjesto dvostruke veze
- Reakcije elektrofilne adicije sa halogenim elementima ili sumpornom kiselinom
- Hidratacija pri kojoj se formiraju alkoholi.

### Adicija halogena
Ova adicija se odvija između alkena i elektrofila, najčešće halogena. Česta reakcija ovog tipa je titracija nekog uzorka bromnom vodom da bi se utvrdilo koliko se dvostrukih veza nalazi u jedinjenju. 
Na primjer:
Ova reakcija se odvija u tri glavna koraka koji su prikazani na slici:
1. Formiranje π kompleksa
Elektrofilni molekul Br-Br reaguje sa molekulom alkena koji je bogat elektronima da bi se formirao π kompleks 1.
2. Formiranje tročlanog bromonijum jona
Alken je domor elektronaa brom je elektrofil. Tročlani bromonijum jon 2 se sastoji od dva atoma ugljenika i atoma broma koji se formira otpuštanjem Br-.
3. Napad bromidnog jona
Bromidni jon napada bromonijum jon sa zadnje strane. Kada postoje drugi nukleofili kao što je alkohol ili voda oni mogu napasti 2 pri čemu se dobije alkohol ili etar.

Jod , hlor , sulfenilni jon -{RS+
}-, katjon žive  i dihlorkarben  takođe reaguju sličnim mehanizmom. Direktna konverzija iz 1 u 3 će se dogoditi kada se  nalazi u velikim količinama u sredini u kojoj se vrši reakcija. β-bromo karbonijum jon  se može javiti kao intermedijer umjesto 3 ako alken ima katjonski stabilizirajući supstituent kao što je fenil grupa.

### Adicija vodonik halogenida
Jedinjenja vodonika i halogena kao što je hlorovodonik (HCl) se dodaju na alkene pri čemu nastaju alkil halogenid u reakciji hidrohalogenacije. Na primjer u reakciji između HCl i etena dobija se hlor-etan. Reakcija se nastavlja sa intermedijerom u obliku katjona. Primjer ove reakcije je prikazan na slici:
1. Proton  se dodaje (jer se ponaša kao elektrofil) na jedan od ugljenikovih atoma na alkenu i formira se katjon 1.
2. Hloridni jon  se spaja sa katjonom 1 nekon čega se formiraju 2 i 3.

Stereoselektivnost reakcije tj. s koje strane će hloridni jon napasti molekul zavisi od tipa alkena i uslova reakcije. Koji od dva atoma ugljenika će biti napadnut od strane H+ je određeno na osnovu Markovnikovljevog pravila. Zbog toga H+ napada atom ugljenika na kome se nalazi manje supstituenata i zato će se formirati stabilniji karbokatjon.
Fluorovodonik HF i jodovodonik HJ će reagovati sa alkenima na sličan način, i dobiće se proizvodi po Markovnikovljevom pravilu. Bromovodonik HBr takođe ima isti put reakcije ali se može dobiti smješa izomera.

## Hidratacija
Jedna od kompleksnijih reakcija hidratacije koristi sumpornu kiselinu kao katalizator. Reakcija se odvija na sličan način kao reakcija adicije ali ima još jedan dodatni korak u kome se  grupa zamijeni sa OH hrupom, pri čemu se formira alkohol:
Kao što se može vidjeti  uzima udjela u ukupnoj reakciji međutim ostaje nepromijenjen i zato predstavlja katalizator.
Reakcija sa detaljnim mehanizmom izgleda ovako:
1. Molekul  ima δ+ naelektrisanje na početnom H atomu i ona reaguje sa dvostrukom vezom na isti način kao i prije.
2. Preostali negativno naelektrisani jon  se onda spaja sa karbokatjonom formirajući etil-hidrogensulfat (gornji put na prikazanoj slici).
3. Kada se doda voda i smješa zagrijeva dobije se etanol. Atom vodonika iz vode služi da zamijeni izgubljeni atom vodonika iz sumporne kiseline i ponovo se stvara sumporna kiselina. Moguć je i drugi put u kojem se molekul vode spaja direktno sa intermdijernim katjonom. Ovaj put postaje dominantan kada se koristi vodeni rastvor sumporne kiseline.

Krajnji rezultat reakcije je da se molekulu etena doda molekul vode.
Ova reakcija je važna u industriji pošto se dobija etanol koji se može koristiti za goriva ili polazne supstance za dobijanje drugih supstanci.

## Skala elektrofilnosti
| Indeks elektrofilnosti |      |
| Fluor                  | 3.86 |
| Hlor                   | 3.67 |
| Brom                   | 3.40 |
| Jod                    | 3.09 |
| Hipohlorit             | 2.52 |
| Sumpor dioksid         | 2.01 |
| Ugljenik disulfid      | 1.64 |
| Benzen                 | 1.45 |
| Natrijum               | 0.88 |

Postoji nekoliko načina kako bi se elektrofili rangirali prema svojoj reaktivnosti i jedan od njih je dat kao indeks elektrofilnosti ω:
{\displaystyle \omega ={\frac {\chi ^{2}}{2\eta }}\,}
gdje {\displaystyle \chi \,} predstavlja elektronegativnost a {\displaystyle \eta \,} hemijsku čvrstoću.
Nađena je veza između elektrofilnosti raznih hemijskih jedinjenja i brzina reakcija u biohemijskim sistemima.
Elektrofilni indeks takođe postoji i za slobodne radikale. Jaki elektrofilni radikali kao što su halogeni reaguju na mjestima u molekulu koja su bogata elektronima, a jaki nukleofilni radikali reaguju sa dijelovima koji su siromašni elektronima.

## Superelektrofili
Superelektrofili su definisani kao katjonski elektrofilni reagensi koji imaju znatno povećanu reaktivnost u prisustvu superkiselina. Superelektrofili formiraju duplo elektron-nedostajući superelektrofil proto-solvatacijom katjonskog elektrofila. Mješavina sirćetne kiseline i bor-trifluorida ima sposobnost uklanjanja hidridnog jona iz izobutana kada se pomiješa sa fluorovodoničnom kiselinom, tako što se formira superkiselina iz BF3 i HF. Odgovarajući reaktivni intermedijer je dikatjon . Metan može biti nitrovan u nitrometan sa nitronijum tetrafluorboratom  u prisustvu jake kiseline kao što je fluorosulfonska kiselina.
U gitoničnim superelektrofilina naelektrisani centri su razdvojeni sa ne više od jednog atoma, na primjer protonitronijum jon  (protonisani nitronijum jon). A u distoničnim superelektrofilima centri naelektrisanja su razdvojeni sa dva ili više atoma.

## Literatura
1. ↑  George A. Olah; Alain Germain; Henry C. Lin; David A. Forsyth (1975). „Electrophilic reactions at single bonds. XVIII. Indication of protosolvated de facto substituting agents in the reactions of alkanes with acetylium and nitronium ions in superacidic media”. J. Am. Chem. Soc. 97 (10): 2928—2929. doi:10.1021/ja00843a067.
2. ↑  Kiran Kumar Solingapuram Sai; Thomas M. Gilbert & Douglas A. Klumpp (2007). „Knorr Cyclizations and Distonic Superelectrophiles”. J. Org. Chem. 72: 9761—9764. doi:10.1021/jo7013092.